# Utkik

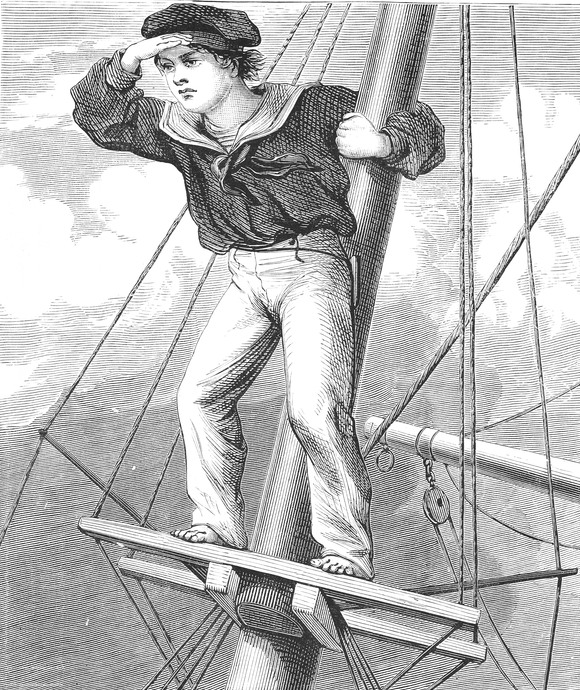
Utkik, teckning av Harrison Weir

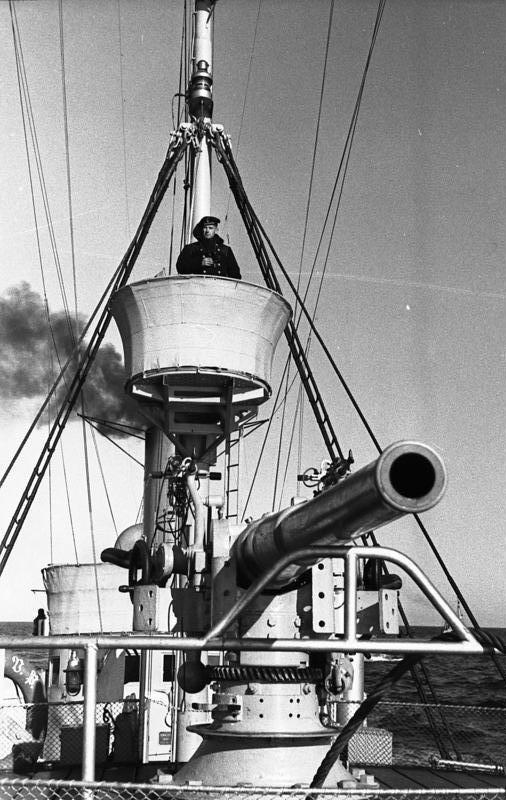
Utkik stående i en utkikstunna ("kråkbo") på ett tyskt örlogsfartyg, 1939

En utkik är en sjöman, i vars arbetsuppgifter bland annat ingår att med syn, kikare och radar hålla utkik efter andra fartyg och navigatoriska faror ombord på ett fartyg.
En förhöjd utsiktspunkt är generellt sett fördelaktig för att se mer avlägsna föremål över horisonten tidigare, eller för att se över lasten på moderna lastfartyg. Utkikshöjden avgör sikten. Från en plats två meter över vattenytan kan du se ett område på cirka fem kilometer, vid tio meters höjd ökar radien till cirka tolv kilometer. På en högre plats kan dock närliggande föremål vara svårare att se om de inte längre sticker ut mot den vanligtvis ljusare himlen (eller möjligen stjärnhimlen).
För att få en förhöjd utsiktspunkt fanns förr utkikstunnor fästa vid en (förlig) mast på fartyget. 